# Александър Калери
Александър Юревич „Саша“ Калери (на руски: Александр Юрьевич Калери) е руски космонавт и ветеран от продължителни престои на космическите станции Мир и Международна космическа станция (МКС).

## Биография
Роден е на 13 май 1956 г. в Юрмала, Латвийска ССР. Калери е следвал в Московския институт по физика и технология (МФТИ), специалност „Динамика на полета и управление на летателните апарати“.
През 1983 г. задочно завършва аспирантура в МФТИ по специалността „Механика на течностите, газовете и плазмата“.
От 19 септември 1979 г. работи в корпорацията „Енергия“. Участва в разработката на проектната и техническа документация и изпитанията на станцията „Мир“. Занимава се и с експеримента „Астра-2“ на ОС „Салют-7“, а така също с една от модификациите на кораба „Союз Т“ и модул за ОС „Мир“, създаван на базата на този кораб.
нагрузок в за да работи по конструирането на станция Мир. * Програмист с висока квалификация.
- Воинско звание: Старши лейтенант от запаса (от 27 юни 1983 г.).

## Космическа подготовка
Избран е за космонавт през 1984 г. От ноември 1985 до октомври 1986 г. преминава курс по общокосмическа подготовка в Центъра за подготовка на космонавти „Юрий Гагарин“.
През 1987 – 1992 е обучаван в група за полети до ОС „Мир“.
През април – май 1987 г., се обучава като бординженер на трети (резервен екипаж) на кораба „Союз ТМ-4“ за третата основна експедиция (EO-3) на „Мир“, заедно с Владимир Ляхов.
От януари 1988 г. се подготвя за бординженер на кораба на „Союз ТМ-7“ по програмата на четвърта основна експедиция (EO-4) на „Мир“ и в състава на съветско-френския екипаж, заедно с Александър Волков и Жан-Лу Кретиен (Франция). На 22 март 1988 г. е спрян от обучение по здравословни причини и е заменен от Сергей Крикальов.
През май – ноември 1990 г. се подготвя в състава на резервния (трети) екипаж на "Союз ТМ-11 като бординженер по програмата на (ЕО-8) на ОС „Мир“, заедно с Александър Волков.
През януари – април 1991 г., се обучава като бординженер на дублиращия екипаж на „Союз ТМ-12“ на Девета основна експедиция (ЕО-9) на ОС „Мир“, в състава на съветско-британския екипаж.
През май 1991 г. отново е бординженер на екипажа на „Союз ТМ-13“ по програмата на (ЕО-10) на ОС „Мир“ и съветско-австрийската програма Austromir, заедно с Волков и Франц Фибок (Австрия). На 10 юли 1991 г., във връзка с решението на Държавната комисия за комбиниране на полетите за изпълнение на австрийската и казахската космическа програма е изваден от екипажа и е заменен с Токтар Абукиров (Казахстан).

### космически полети
Първия си полет извършва от октомври 1991 до февруари 1992 г. като бординженер на екипажа на „Союз ТМ-14“ и ЕО-11 на ОС „Мир“ и на руско-германската програма "Мир-92, заедно с Александър Викторенко и Клаус-Дитрих Фладе (Германия).
През октомври 1995 до юли 1996 г. се обучава за бординженер на дублиращия екипаж на „Союз ТМ-24“ по програмата на ЕО-22 на ОС „Мир“ и руско-френската програма „Касиопея“, заедно с Валерий Корзун, Леополд Ертц (Франция). Във връзка със заболяването на Генадий Манаков – командир на основния екипаж на „Союз ТМ-24“, на 12 август 1996 г. е заменен с Калери.
От декември 1997 до юли 1998 г. се подготвя като бординженер от втория екипаж на програмата ЕО-26 на ОС „Мир“, заедно със Сергей Залетин. Като космонавт-изследовател с тях първоначално се подготвя и Юрий Шаргин, но на 24 февруари 1998 г. е отстранен от по здравословни причини. На 6 май 1998 г. за такъв е назначен Олег Котов.
От март 1999 до март 2000 г. се обучава за бординженер на Експедиция 28 на ОС „Мир“ (EO-28), заедно със С. Залетин. От януари 2000 г. с тях се обучава и актьорът Владимир Стеклов, но той е изваден от екипажа на 16 март 2000 поради финансови причини.
От януари 2001 г. до май 2002 г. се обучава като командир на резервния екипаж на МКС (Експедиция 5), заедно със Скот Кели (САЩ) и Дмитрий Кондратиев.
На 1 октомври 2002 започва подготовка като бординженер на Експедиция 7 на „МКС“, заедно с Юрий Маленченко и Едуард Лу (САЩ). След катастрофата на совалката „Колумбия“ се променя цялата програма на полетите до „МКС“. На 25 февруари 2003 г. подготвените като резервен екипаж на „Експедиция 7“, на 13 март 2003 г. с решение на структурите за вътрешен одит е назначен за главен екипаж (Експедиция 8) на „МКС“. Същият екипаж е доставен на станцията с космическия кораб „Союз ТМА-3“.
В края на юли 2005 г. е включен в смесена група от астронавти, от които ще бъдат определени Експедиции 15, 16 и 17.
През май 2006 г. е временно назначен за командир на резервния екипаж на Експедиция 16 и на основния екипаж на Експедиция 18 до „МКС“ (американските членове на екипажа ще бъдат определени по-късно). Стартът на „Експедиция 18“ на борда на „Союз ТМА-13“ е насрочен за септември 2008 г. Планирано е, че това ще бъде първият полет на новата модификация на „Союз-ТМА (700-серия). Това, обаче е отложено няколко пъти и в крайна сметка става на 7 октомври 2010, като Експедиция 25, а Калери е командир на екипажа.
| Номер п/п                                                                              | Дата на старта   | Космически кораб | Дата на кацане | Космически кораб | Длъжност    | Продължителност                               |
| -------------------------------------------------------------------------------------- | ---------------- | ---------------- | -------------- | ---------------- | ----------- | --------------------------------------------- |
| 1                                                                                      | 17 март 1992     | Союз ТМ-14       | 10 август 1992 | Союз ТМ-14       | Бординженер | 145 денонощия 14 часа 10 минути и 32 секунди. |
| 2                                                                                      | 17 август 1996   | Союз ТМ-24       | 2 март 1997    | Союз ТМ-24       | Бординженер | 196 денонощия 17 часа 26 минути и 13 секунди. |
| 3                                                                                      | 4 април 2000     | Союз ТМ-30       | 16 юни 2000    | Союз ТМ-30       | Бординженер | 72 денонощия 19 часа 42 минути и 16 секунди.  |
| 4                                                                                      | 18 октомври 2003 | Союз ТМА-3       | 30 април 2004  | Союз ТМА-3       | Командир    | 194 денонощия 18 часа 33 минути и 12 секунди. |
| 5                                                                                      | 7 октомври 2010  | Союз ТМА-01М     | 16 март 2011   | Союз ТМА-01М     | Командир    | 159 денонощия 8 часа 43 минути и 5 секунди.   |
| Обща продължителност на престоя в космоса – 769 денонощия 6 часа 35 минути 19 секунди. |                  |                  |                |                  |             |                                               |

До 25 ноември 2010 г. е извършил 5 излизания в открития космос с обща продължителност 23 часа и 37 минути.